# ファン感謝3days ボートレースバトルトーナメント
ファン感謝3days ボートレースバトルトーナメント（ファンかんしゃスリーデイズ ボートレースバトルトーナメント）は、ボートレースの一般戦の1つ。
本来は、「ファン感謝3days」が正式名称であるが、現在は通常のレース形式とは異なるトーナメント形式で開催しているため「ファン感謝3days ボートレースバトルトーナメント」という名称となっている。

## 概要
2016年に一般戦として新設。"ファン感謝3days"と銘打って、唯一3日間の短期決戦として行われる。
開催中には全国のボートレース場や場外発売場でファン感謝イベントも展開する。
2022年は開催時期の移行期にあたるため、年間で2回開催され、第7回大会が従来通り1月開催、第8回大会が10月開催となった。
第8回大会は初のナイター開催となった。また、これ以降同競走の開催は1月から10月へ移動した。

## 大会形式
- 初日は5レースから12レースまで（ナイター開催の場合は4レースから11レースまで）の8競走を1回戦として行う。上位3着の選手・合計24名は翌日のセミファイナル・準決勝に進出する。反対に下位の3名・合計24名は敗者復活戦に回る。
- 2日目は5レースから8レースまで（ナイターは4レースから7レースまで）の4競走を敗者復活戦として行う。1着者のみが決勝進出の候補者として残り、あとの20人は全て敗退が決まる。そして各レースの1着者・合計4人の中で得点上位になった1人のみが決勝進出。9レースから12レース（ナイターは8レースから11レース）の4競走はセミファイナル・準決勝として行う。各レースの1着者全員と、2着者4名の中で得点上位になった1人の合計5名がファイナル・決勝戦に進出する。
- 最終日（3日目）はファイナル・決勝戦を一発勝負で行う。枠順は準決勝で1着の選手が1号艇から4号艇まで／準決勝2着の中で得点最上位者が5号艇／敗者復活戦からの勝ち上がり者が6号艇となる。
- 2019年の第4回大会から、優勝者にはBBCトーナメント競走への優先出走権者の証であるエントリーフラッグが贈られる。
- 2020年の第5回記念大会からは、準決勝で1着を取った選手の4名で枠番抽選会を行う事になった。やり方はBBCトーナメントと同じくあみだ籤での抽選となる。最初の抽選は4枚の横長板から好きな横長板を1枚選んで右端の何処かに貼る。2番目の抽選はあみだ籤の抽選番号を「他人に見せない」のを条件に1枚選んで司会者の合図で一斉にオープンする。選ばれなかった数字は消去されてこれで全てのスタンバイが整う。抽選は上の人から順に行われてこれで決勝戦の枠番が決定される。尚、準決勝2着選手の中から最高成績者が5号艇／復活戦勝者選手の中から最高成績者が6号艇になるのも同時発表されているため、スタート時は既に2人の枠番が決定している。

## 歴代優勝者
| 回数 | 開催年 | 優勝戦日 | 開催場 | グレード | 優勝選手   | 出身地 |
| ---- | ------ | -------- | ------ | -------- | ---------- | ------ |
| 1    | 2016年 | 1月11日  | 平和島 | 一般戦   | 今井美亜   | 富山県 |
| 2    | 2017年 | 1月15日  | 住之江 | 一般戦   | 松井繁     | 大阪府 |
| 3    | 2018年 | 1月14日  | 福岡   | 一般戦   | 中田竜太   | 福島県 |
| 4    | 2019年 | 1月14日  | 多摩川 | 一般戦   | 赤岩善生   | 愛知県 |
| 5    | 2020年 | 1月13日  | 尼崎   | 一般戦   | 瓜生正義   | 福岡県 |
| 6    | 2021年 | 1月11日  | 児島   | 一般戦   | 片岡雅裕   | 高知県 |
| 7    | 2022年 | 1月10日  | 常滑   | 一般戦   | 佐藤隆太郎 | 東京都 |
| 8    | 2022年 | 10月10日 | 若松   | 一般戦   | 末永和也   | 佐賀県 |
| 9    | 2023年 | 10月9日  | 江戸川 | 一般戦   | 平尾崇典   | 岡山県 |
| 10   | 2024年 | 10月14日 | 唐津   | 一般戦   | 茅原悠紀   | 岡山県 |

## 開催予定
- 第11回大会 2025年（令和7年）10月11日 - 13日 ボートレース三国[7]